# 反推控制
反推控制（backstepping）也稱為反演控制或反步法，是一種控制理论的技術，在約1990年時由Petar V. Kokotovic等人提出，針對特殊形式的非線性动力系统設計可以稳定系統的控制器。此一系統是由許多子系統一層一層組成，最內層的子系統不可再簡化，可以由其他方式穩定最內層的系統。由於此系統的递归結構，設計者可以以最內層可穩定的系統為啟始點，反推新的控制器來穩定較外層的子系統，此程序會一直進行到處理到最外層的外部控制命令為止。因此此方式稱為是「反推控制」。

## 反推控制的設計方式
反推控制的設計方式可以針對嚴格回授型式的系統，提供一種递归方式使其在原點可以稳定。考慮以下型式的动力系统
{\displaystyle {\begin{aligned}{\begin{cases}{\dot {\mathbf {x} }}&=f_{x}(\mathbf {x} )+g_{x}(\mathbf {x} )z_{1}\\{\dot {z}}_{1}&=f_{1}(\mathbf {x} ,z_{1})+g_{1}(\mathbf {x} ,z_{1})z_{2}\\{\dot {z}}_{2}&=f_{2}(\mathbf {x} ,z_{1},z_{2})+g_{2}(\mathbf {x} ,z_{1},z_{2})z_{3}\\\vdots \\{\dot {z}}_{i}&=f_{i}(\mathbf {x} ,z_{1},z_{2},\ldots ,z_{i-1},z_{i})+g_{i}(\mathbf {x} ,z_{1},z_{2},\ldots ,z_{i-1},z_{i})z_{i+1}\quad {\text{ for }}1\leq i<k-1\\\vdots \\{\dot {z}}_{k-1}&=f_{k-1}(\mathbf {x} ,z_{1},z_{2},\ldots ,z_{k-1})+g_{k-1}(\mathbf {x} ,z_{1},z_{2},\ldots ,z_{k-1})z_{k}\\{\dot {z}}_{k}&=f_{k}(\mathbf {x} ,z_{1},z_{2},\ldots ,z_{k-1},z_{k})+g_{k}(\mathbf {x} ,z_{1},z_{2},\dots ,z_{k-1},z_{k})u\end{cases}}\end{aligned}}}
其中
- {\displaystyle \mathbf {x} \in \mathbb {R} ^{n}}，其中{\displaystyle n\geq 1}。
- {\displaystyle z_{1},z_{2},\ldots ,z_{i},\ldots ,z_{k-1},z_{k}}是純量。
- u是系統的純量輸入
- {\displaystyle f_{x},f_{1},f_{2},\ldots ,f_{i},\ldots ,f_{k-1},f_{k}}在原點處數值為零（也就是說{\displaystyle f_{i}(0,0,\dots ,0)=0}）
- {\displaystyle g_{1},g_{2},\ldots ,g_{i},\ldots ,g_{k-1},g_{k}}是在關注區域內不為零（也就是{\displaystyle g_{i}(\mathbf {x} ,z_{1},\ldots ,z_{k})\neq 0}，在{\displaystyle 1\leq i\leq k}的情形下）

另外假設系統
{\displaystyle {\dot {\mathbf {x} }}=f_{x}(\mathbf {x} )+g_{x}(\mathbf {x} )u_{x}(\mathbf {x} )}
在原點處有李雅普诺夫稳定性，可以用某種已知的控制方式{\displaystyle u_{x}(\mathbf {x} )}使得{\displaystyle u_{x}(\mathbf {0} )=0}。並且假設針對此穩定子系統，可以其李亞普諾夫函數 {\displaystyle V_{x}}。因此x子系統可以由其他方式穩定，利用反推控制可以將其穩定性延展到在外圍的{\displaystyle {\textbf {z}}}。
在x的穩定子系統外圍的嚴格回授型式系統
- 反推控制的控制輸入u對狀態{\displaystyle z_{n}}有最直接的穩定性效果。
- 狀態{\displaystyle z_{n}}的作用是在狀態{\displaystyle z_{n-1}}之前的穩定性控制。
- 此程序會繼續，使每一個狀態{\displaystyle z_{i}}會都會被虛擬的控制信號{\displaystyle z_{i+1}}所穩定。

反推控制會確認用{\displaystyle z_{1}}要穩定x子系統的方式，接著再由下一個狀態{\displaystyle z_{2}}來驅動狀態{\displaystyle z_{1}}，使其產生可以穩定x的信號。因此此程序是從x的嚴格回授型式反推往外，一直到設計到最終的控制信號u。

## 递归控制设计概述
递归控制的作法如下
1. 假設較小（低階）的子系統
{\displaystyle {\dot {\mathbf {x} }}=f_{x}(\mathbf {x} )+g_{x}(\mathbf {x} )u_{x}(\mathbf {x} )}
已經可以用一些控制方式{\displaystyle u_{x}(\mathbf {x} )}穩定，此控制方式會符合{\displaystyle u_{x}(\mathbf {0} )=0}的條件。意思是說，穩定此系統的{\displaystyle u_{x}}，是用其他控制方式達成的。也假設已知此一穩定系統的李亞普諾夫函數 {\displaystyle V_{x}}。反推控制可以將這個子系統的穩定性拓展到較大的系統。
2. 會設計控制信號{\displaystyle u_{1}(\mathbf {x} ,z_{1})}，使得系統
{\displaystyle {\dot {z}}_{1}=f_{1}(\mathbf {x} ,z_{1})+g_{1}(\mathbf {x} ,z_{1})u_{1}(\mathbf {x} ,z_{1})}
穩定，讓{\displaystyle z_{1}}依照想要的{\displaystyle u_{x}}控制方式進行。此控制器是依照擴充李亞普諾夫候選函數（augmented Lyapunov function candidate）來設計
{\displaystyle V_{1}(\mathbf {x} ,z_{1})=V_{x}(\mathbf {x} )+{\frac {1}{2}}(z_{1}-u_{x}(\mathbf {x} ))^{2}}
此控制信號{\displaystyle u_{1}}可以適當選擇，使{\displaystyle {\dot {V}}_{1}}可以遠離0
3. 會設計控制信號{\displaystyle u_{2}(\mathbf {x} ,z_{1},z_{2})}，使得系統
{\displaystyle {\dot {z}}_{2}=f_{2}(\mathbf {x} ,z_{1},z_{2})+g_{2}(\mathbf {x} ,z_{1},z_{2})u_{2}(\mathbf {x} ,z_{1},z_{2})}
穩定，讓{\displaystyle z_{2}}依照想要的{\displaystyle u_{1}}控制方式進行。此控制器是依照擴充李亞普諾夫候選函數來設計
{\displaystyle V_{2}(\mathbf {x} ,z_{1},z_{2})=V_{1}(\mathbf {x} ,z_{1})+{\frac {1}{2}}(z_{2}-u_{1}(\mathbf {x} ,z_{1}))^{2}}
此控制信號 {\displaystyle u_{2}}可以適當選擇，使{\displaystyle {\dot {V}}_{2}}可以遠離0
4. 會反覆此一程序，一直到其實際u已知為止，而且
  - 真實控制信號u會使{\displaystyle z_{k}}接近虛擬控制信號{\displaystyle u_{k-1}}的控制得以穩定。
  - 虛擬控制信號{\displaystyle u_{k-1}}會使{\displaystyle z_{k-1}}接近虛擬控制信號{\displaystyle u_{k-2}}的控制得以穩定。
  - 虛擬控制信號{\displaystyle u_{k-2}}會使{\displaystyle z_{k-2}}接近虛擬控制信號{\displaystyle u_{k-3}}的控制得以穩定。
  - 虛擬控制信號{\displaystyle u_{2}}會使{\displaystyle z_{2}}接近虛擬控制信號{\displaystyle u_{1}}的控制得以穩定。
  - 虛擬控制信號{\displaystyle u_{1}}會使{\displaystyle z_{1}}接近虛擬控制信號{\displaystyle u_{x}}的控制得以穩定。
  - 虛擬控制信號{\displaystyle u_{x}}會使x穩定在原點。

此程序稱為反推（backstepping），因為是從內部穩定的子系統開始，漸漸反推到較外圍的系統，同時維持每一步的穩定性。因
- {\displaystyle f_{i}}在{\displaystyle 0\leq i\leq k}時為0
- {\displaystyle g_{i}}在{\displaystyle 1\leq i\leq k}不為0
- 給定控制信號{\displaystyle u_{x}}會滿足{\displaystyle u_{x}(\mathbf {0} )=0},

因此所得的系統在原點（{\displaystyle \mathbf {x} =\mathbf {0} \,}, {\displaystyle z_{1}=0}, {\displaystyle z_{2}=0}, ..., {\displaystyle z_{k-1}=0}及{\displaystyle z_{k}=0}）處穩定，是全域漸進穩定。